# 康有为墓
36°04′37.45″N 120°25′11.5″E / 36.0770694°N 120.419861°E
康有为墓位于中国山东省青岛市崂山区大麦岛村北山，为清末民初政治人物康有为的墓葬。现为山东省文物保护单位。

## 历史
1927年3月，康有为逝世，后葬于李村东南侧的枣儿山，因康有為晚年信奉風水，其墓位置係提前於1924年特意选好，其墓碑碑文及墓志铭由吕振文题写，立于1929年。
1966年8月，青岛五中（今青岛五十八中）的红卫兵试图拉倒李村仙姑塔未果，转而前去枣儿山将康有为墓掘开，焚烧其遺骸后将其头骨在李村游街示众。青岛市博物馆研究员王集钦提议将头骨及遗物移至博物馆作为“造反有理”实物展览展品，展览后将其秘密保存。
1984年5月20日，康有为遗骨及遗物经清点上缴青岛市文物管理委员会。经相关部门选址及康有为后人同意，康有为新墓地选址于浮山西南麓的茅岭（又称大麦岛北山，位于今宁德路青大一路路口西侧），墓园由王集钦设计。1985年10月27日，青岛市政府正式将康有为遗骨迁葬至此处，新墓碑碑文及墓志铭由刘海粟题写，同时题有《南海康师迁葬志感》刻于另外一座石碑上。原墓碑被置于其墓一旁。
1982年12月31日，康有为墓列入第一批青岛市文物保护单位。1992年6月12日列入第三批山东省文物保护单位。

## 图集
- 康有为墓正视图
- 原墓碑
- 墓前台阶
- 文物保护单位标志碑